# Грабовица (Жепче)
Грабовица је насељено мјесто у општини Жепче, Босна и Херцеговина.

## Историја
Грабовица је до 2001. био у саставу општине Маглај.

## Становништво
|        | 2013.        | 1991.        | 1971.        |
| Укупно | 396 (100,0%) | 411 (100,0%) | 104 (100,0%) |
| Хрвати | 396 (100,0%) | 410 (99,76%) | 103 (99,04%) |
| Остали | –            | 1 (0,243%)   | –            |
| Срби   | –            | –            | 1 (0,962%)   |